# Baie-du-Febvre
Pour les articles homonymes, voir Febvre.
Baie-du-Febvre est une municipalité du Québec, située dans la municipalité régionale de comté de Nicolet-Yamaska et dans la région administrative du Centre-du-Québec.
Cette localité au sud du lac Saint-Pierre est reconnue pour être une importante halte migratoire pour la sauvagine.

## Toponymie
Son nom rappelle Jacques Lefebvre à qui le territoire fut concédé en 1683.

## Géographie

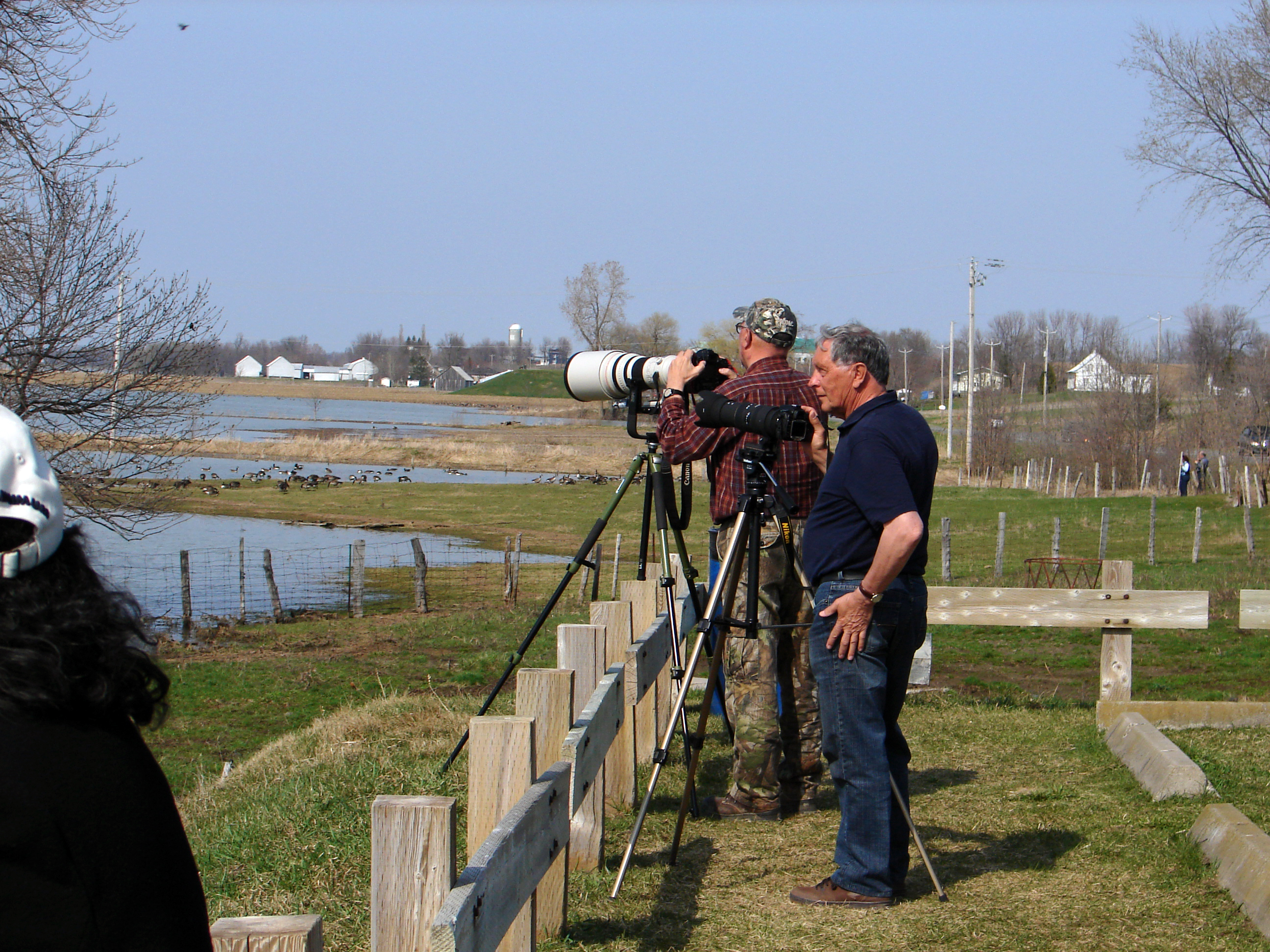
Observation d'oiseaux à Baie-du-Febvre.

Les rivières Lévesque et Colbert traversent l'ouest de la municipalité en coulant vers le nord-ouest jusqu'à leur embouchure dans le lac Saint-Pierre.
À partir de leur crénon, au sud-est de l'agglomération, les rivières des Frères et Brielle(d) coulent vers le nord-ouest jusqu'à leur embouchure dans le lac Saint-pierre.

## Démographie
| 1991  | 1996  | 2001  | 2006  | 2011  | 2016 | 2021 |
| ----- | ----- | ----- | ----- | ----- | ---- | ---- |
| 1 243 | 1 196 | 1 135 | 1 063 | 1 010 | 988  | 961  |

| Langue              | Population | Pct (%) |
| ------------------- | ---------- | ------- |
| Français seulement  | 1 005      | 94,81 % |
| Anglais seulement   | 0          | 0,00 %  |
| Français et Anglais | 0          | 0,00 %  |
| Autres langues      | 55         | 5,19 %  |

## Administration
| Période                                  | Période  | Identité        | Étiquette | Qualité |
| ---------------------------------------- | -------- | --------------- | --------- | ------- |
| 2009                                     | 2013     | Claude Biron    |           |         |
| 2013                                     | En cours | Claude Lefebvre |           |         |
| Les données manquantes sont à compléter. |          |                 |           |         |

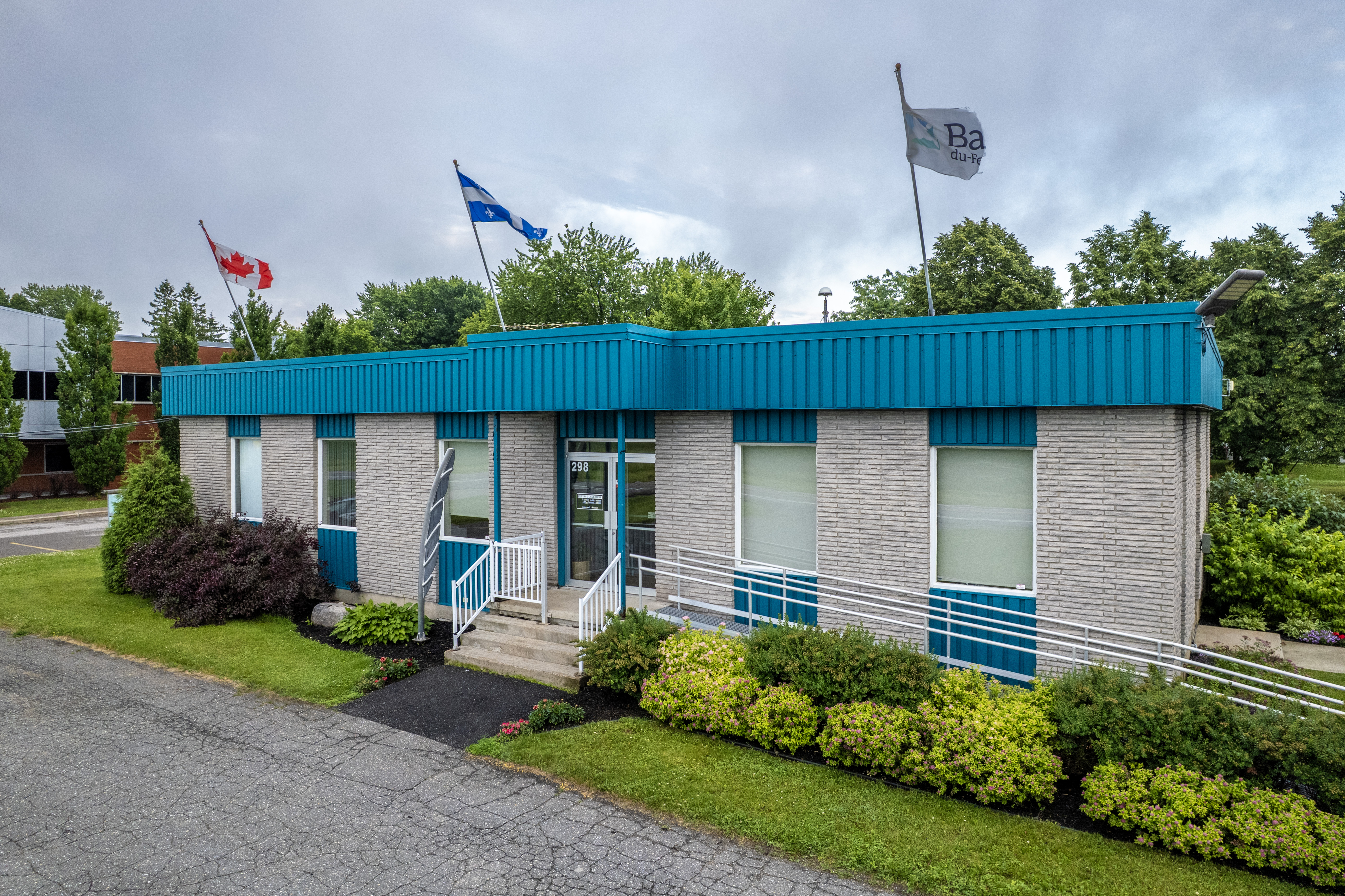
Bureau municipal de Baie-du-Febvre.

Les élections municipales se font en bloc pour le maire et les six conseillers.
| Baie-du-Febvre Maires depuis 2002                                                                                    |                 |         |          |
| Élection | Maire           | Qualité | Résultat |
| 2002 | Claude Biron    |         | Voir     |
| 2005 | Claude Biron    | Voir    |          |
| 2009 | Claude Biron    | Voir    |          |
| 2013 | Claude Lefebvre |         | Voir     |
| 2017 | Claude Lefebvre | Voir    |          |
| 2021 | Claude Lefebvre | Voir    |          |
| Élection partielle en italique Depuis 2005, les élections sont simultanées dans toutes les municipalités québécoises |                 |         |          |

## Personnalités
- Georges-Antoine Belcourt (1803-1874), prêtre et missionnaire.
- Edmond de Nevers (1862-1906) avocat, économiste, essayiste.
- Antonio Élie (1893-1968), cultivateur, éleveur Holstein, maître de chapelle, député du comté de Yamaska (1931-1966).
- Éloi de Grandmont (1921-1970), écrivain et metteur en scène.